# Synagogue Santa María La Blanca de Tolède
Santa María la Blanca est un ancien lieu de culte juif (synagogue) construit en 1180, puis catholique (église) et aujourd'hui un musée, situé dans la ville espagnole de Tolède. Construite au XIIe siècle afin de servir de synagogue, elle fut transformée en église après les pogroms du XIVe siècle. 
Elle appartient aujourd'hui à l'Église catholique qui en a fait un musée ouvert au public.

## Présentation

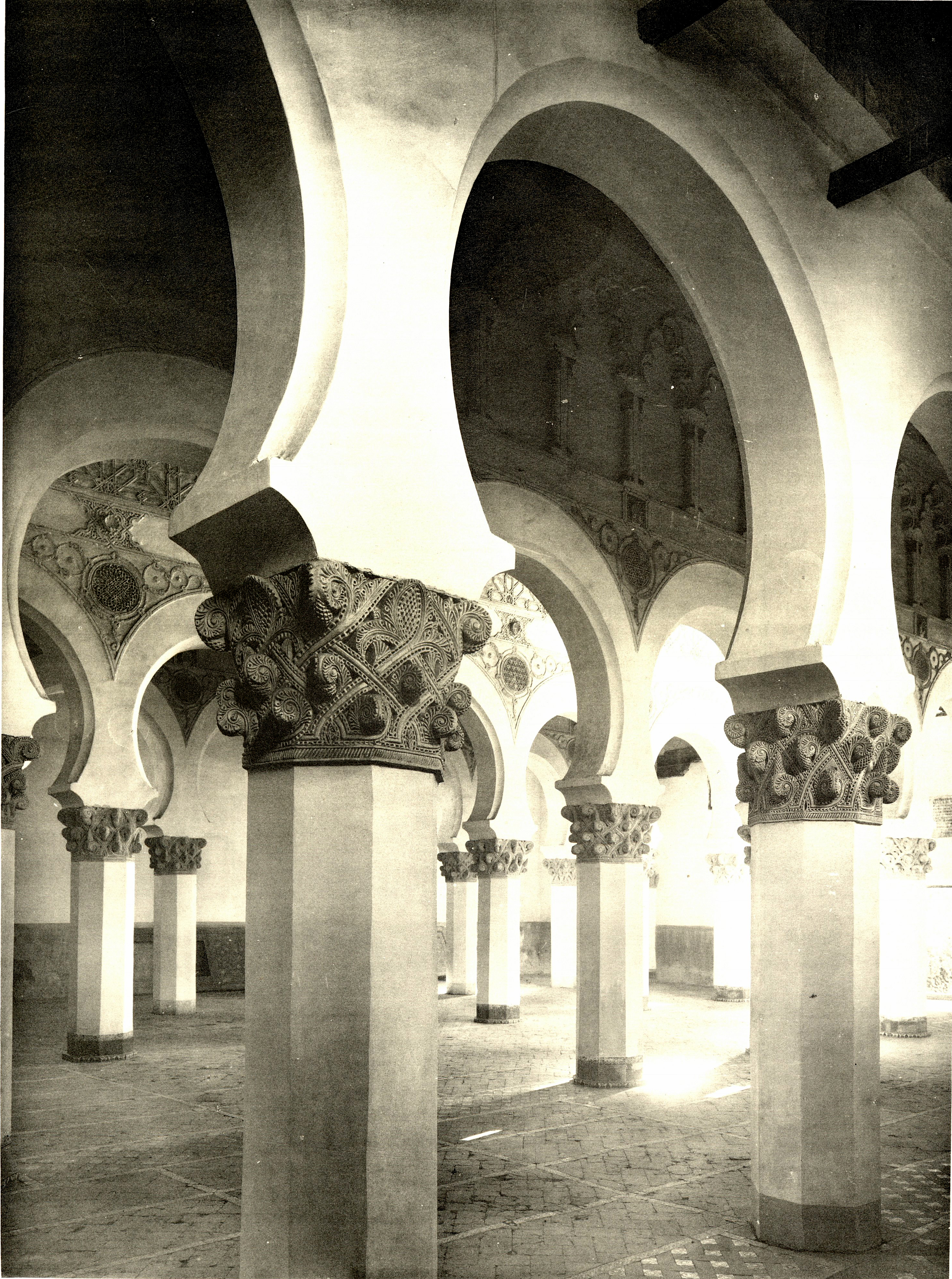
Santa María la Blanca, photo de 1889

La synagogue Santa María la Blanca à Tolède a été construite en 1180 comme l'atteste une date en hébreu sur l'une des poutres. Tolède était déjà reconquise par les princes chrétiens depuis 1085. C'est un superbe exemple de style mudéjar qui ressemble plus à une mosquée qu'à une synagogue, notamment par l'absence de galerie pour les femmes. Également typiquement mudéjar sont : l'utilisation de murs blancs et lisses faits en briques recouvertes de ciment et de chaux, la décoration géométrique des frises mais végétale des chapiteaux. 
La synagogue se caractérise par cinq nefs séparées de piliers soutenant des arcs en fer à cheval. Son architecture influença beaucoup celle de la synagogue de Ségovie.

## Histoire
En 1260, la communauté juive de Tolède obtint l'autorisation exceptionnelle d'Alphonse X de reconstruire ce qui serait « la plus grande et la plus belle » synagogue d'Espagne, ce qui contrevenait à une bulle du pape Innocent IV. L'édifice fut donc érigé en territoire chrétien par des maçons maures et fut financé par la communauté juive de la ville de Tolède, représenté par don Yosef ben Shoshan. Une fois terminée, elle fut nommée « grande synagogue », puisqu'elle constituait le principal lieu de culte hébraïque à Tolède. Pendant plus d'un siècle, les Juifs tolédans vinrent dans cette synagogue pour prier et étudier le Talmud, mais cette période prit fin lors de l'attaque de la Juiverie en 1355 et des massacres de 1391.
Elle fut transformée en église dès 1405 après ce que des siècles plus tard on aurait appelé un pogrom peut-être mené par saint Vincent Ferrier. Toutefois, au début du XVe siècle, Ferrier écrit  : « Les apôtres qui ont conquis le monde ne portaient ni lances ni couteaux. les chrétiens ne doivent pas tuer les juifs avec le couteau, mais avec la parole et pour cela les émeutes qu'ils font contre les juifs, ils les font contre Dieu même, car les juifs doivent venir d'eux-mêmes au baptême ». Pour autant, les Juifs d'alors convertis de force puis, accusés de crypto-judaïsme, se plaignent d'avoir eu à « céder à la violence et à la nécessité et pour éviter de plus mauvais traitements » encore, et considèrent que « Ferrier soit aussi grand persécuteur que calomniateur ». 
Néanmoins, l'histoire retient ce qu'en dit le père Fages en 1901 selon lequel, prêchant un jour dans l’église d'un faubourg de Tolède devant une immense foule, Vincent Ferrier interrogea : « Est-il possible que vous supportiez de tels monuments de perfidie (les synagogues) ? Allons à la synagogue. Qu’elle devienne le plus beau sanctuaire dédié à la Mère de Dieu, dans cette ville qui lui est consacrée ».  Alors, il serait allé ardemment vers la grande synagogue de Tolède, son crucifix élevé, où le peuple le suit. Frappés de terreur, les Juifs assistent sans protester à la prise de possession de leur temple et par la suite, les convertis pour la plupart y reviennent, soi-disant pour « adorer celui que leurs pères avaient crucifié », écrit son biographe catholique.
Les sources divergent sur la nature des événements (invasion pendant un sermon obligatoire ou bien massacres pendant le culte synagogal), la date (1391 ou 1411) et la part que prit Ferrier à l'appropriation d'une synagogue de Tolède puis à sa transformation en l'église Santa Maria la Blanca, qui est aujourd'hui un musée.

### De nos jours
La synagogue-musée est toujours propriété de l'Église catholique qui aurait voulu l'échanger avec les autorités israéliennes contre le Cénacle de Jérusalem, une salle du Tombeau de David à Jérusalem qui, selon la tradition juive, contiendrait les restes du fondateur de l'Israël antique et qui, selon la tradition chrétienne, aurait abrité le dernier repas du Christ.

## Protection
La synagogue fait l’objet d’un classement en Espagne au titre de bien d'intérêt culturel depuis le 4 juillet 1930.

## Galerie

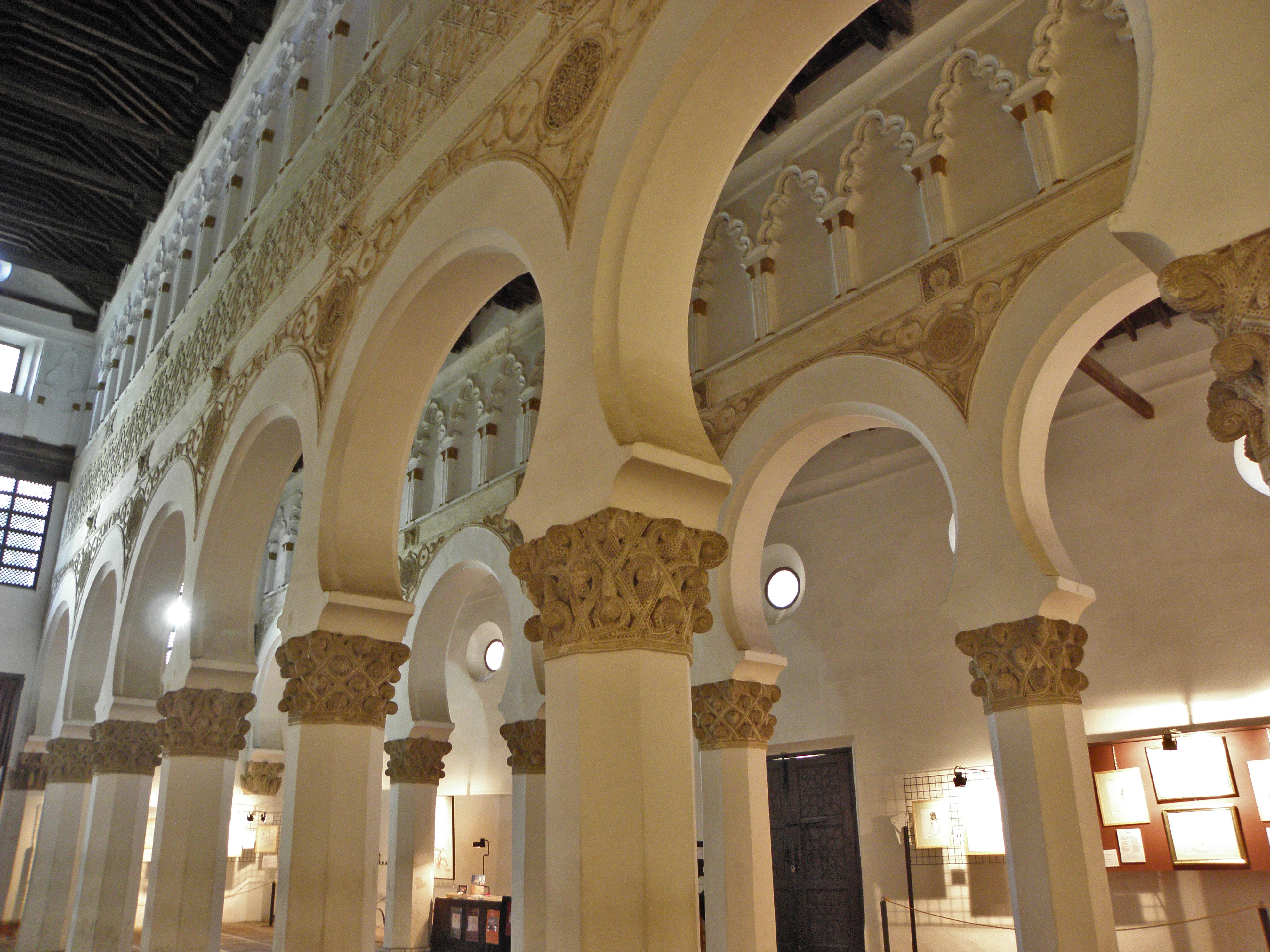
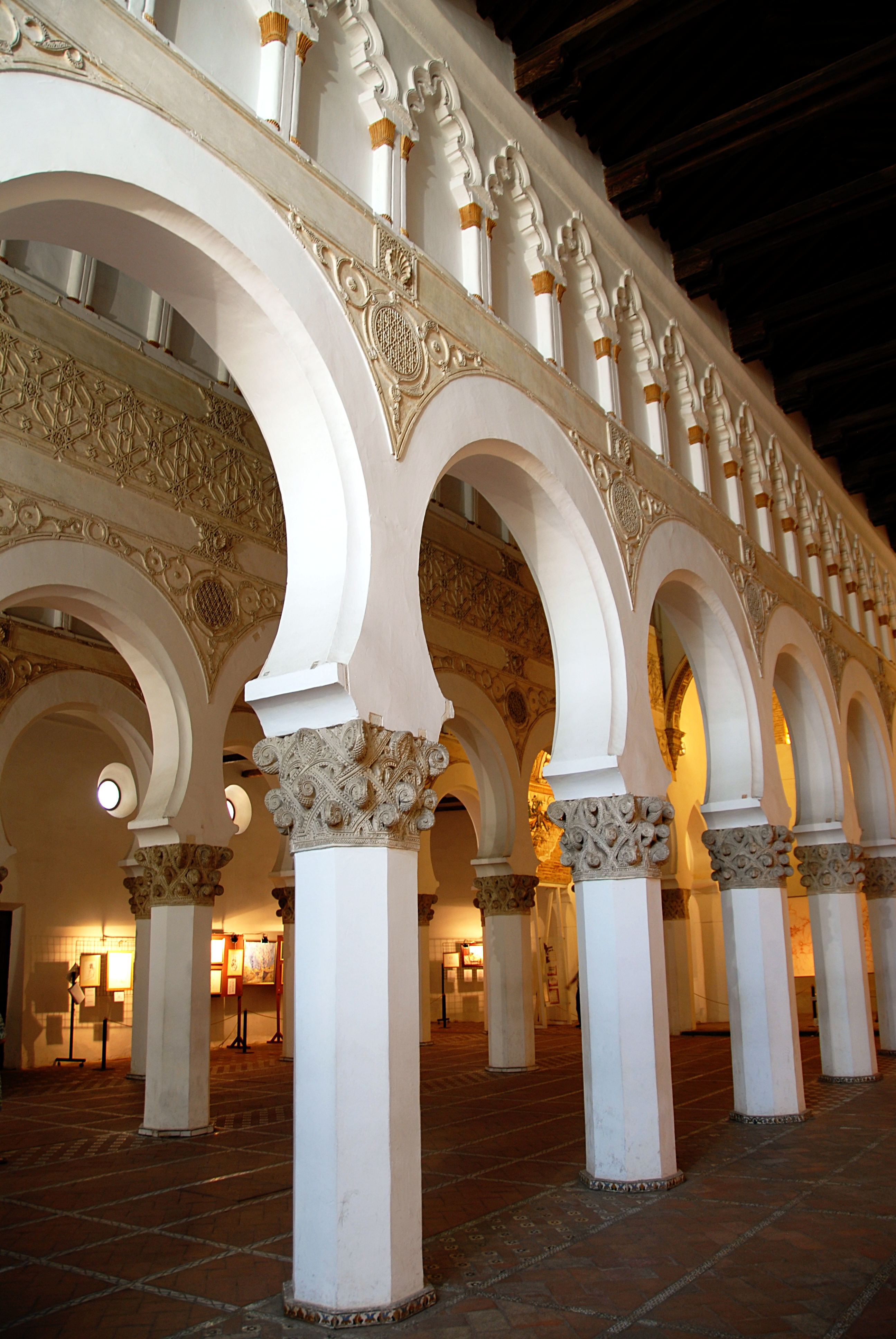
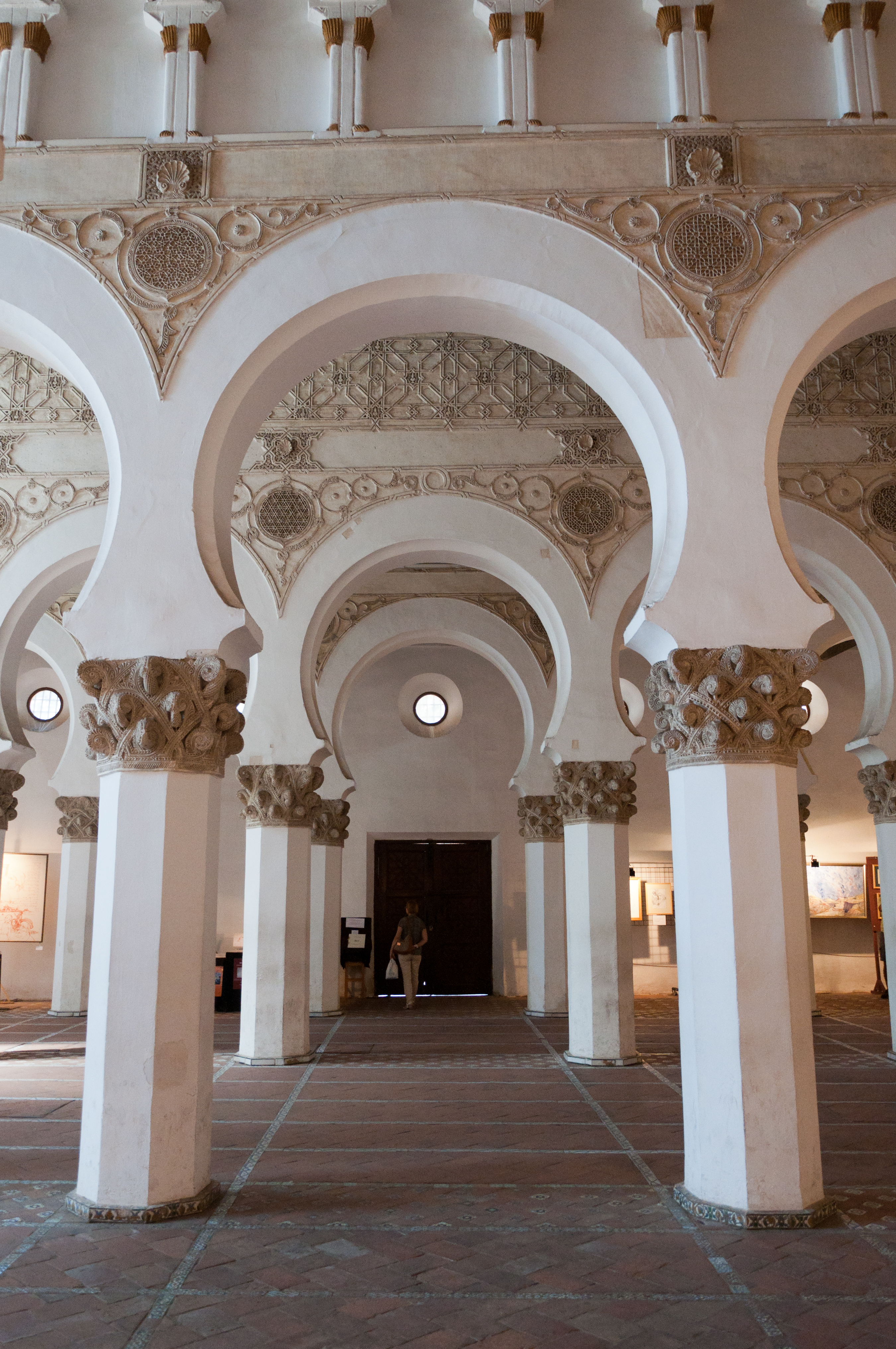
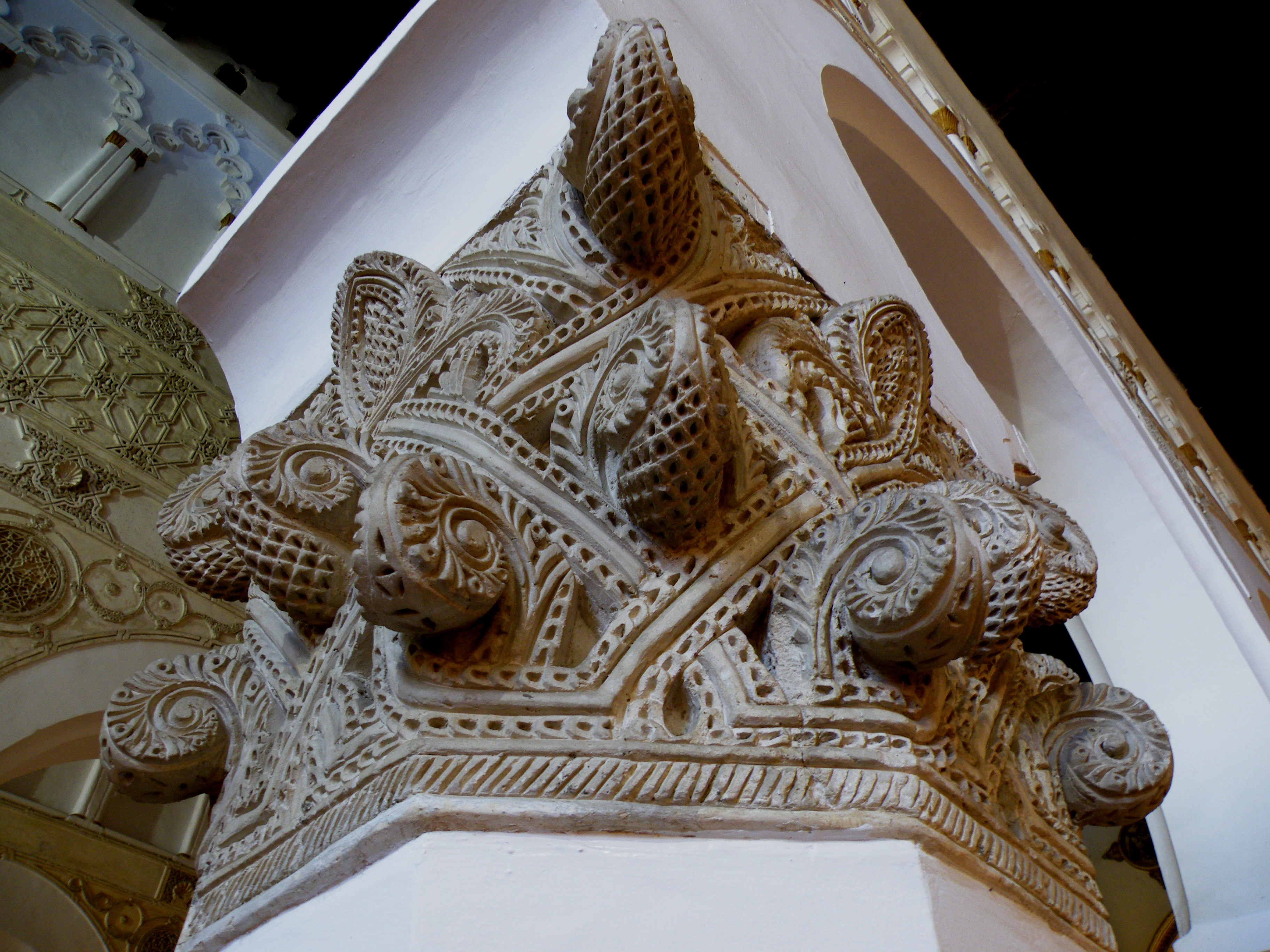
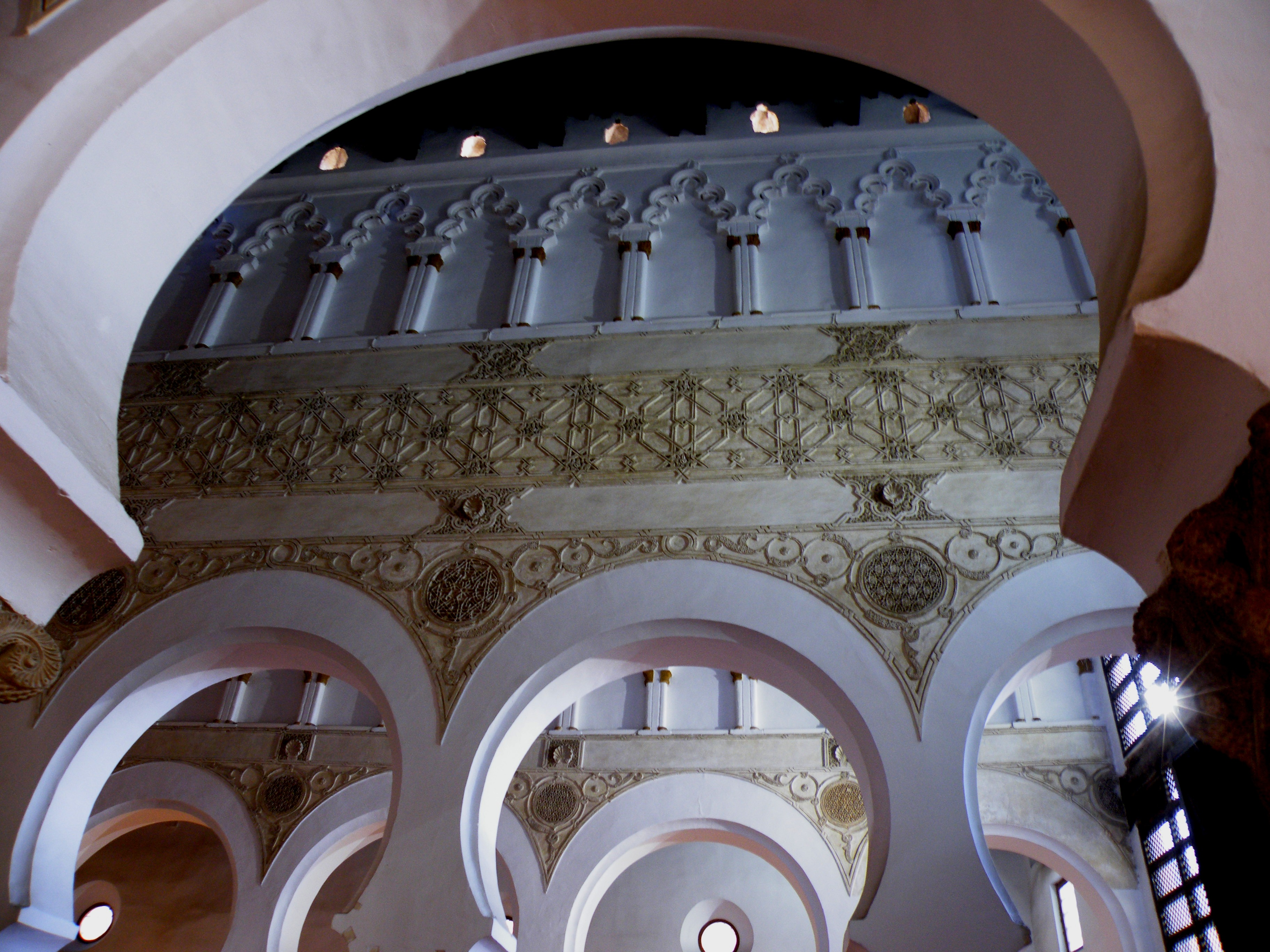
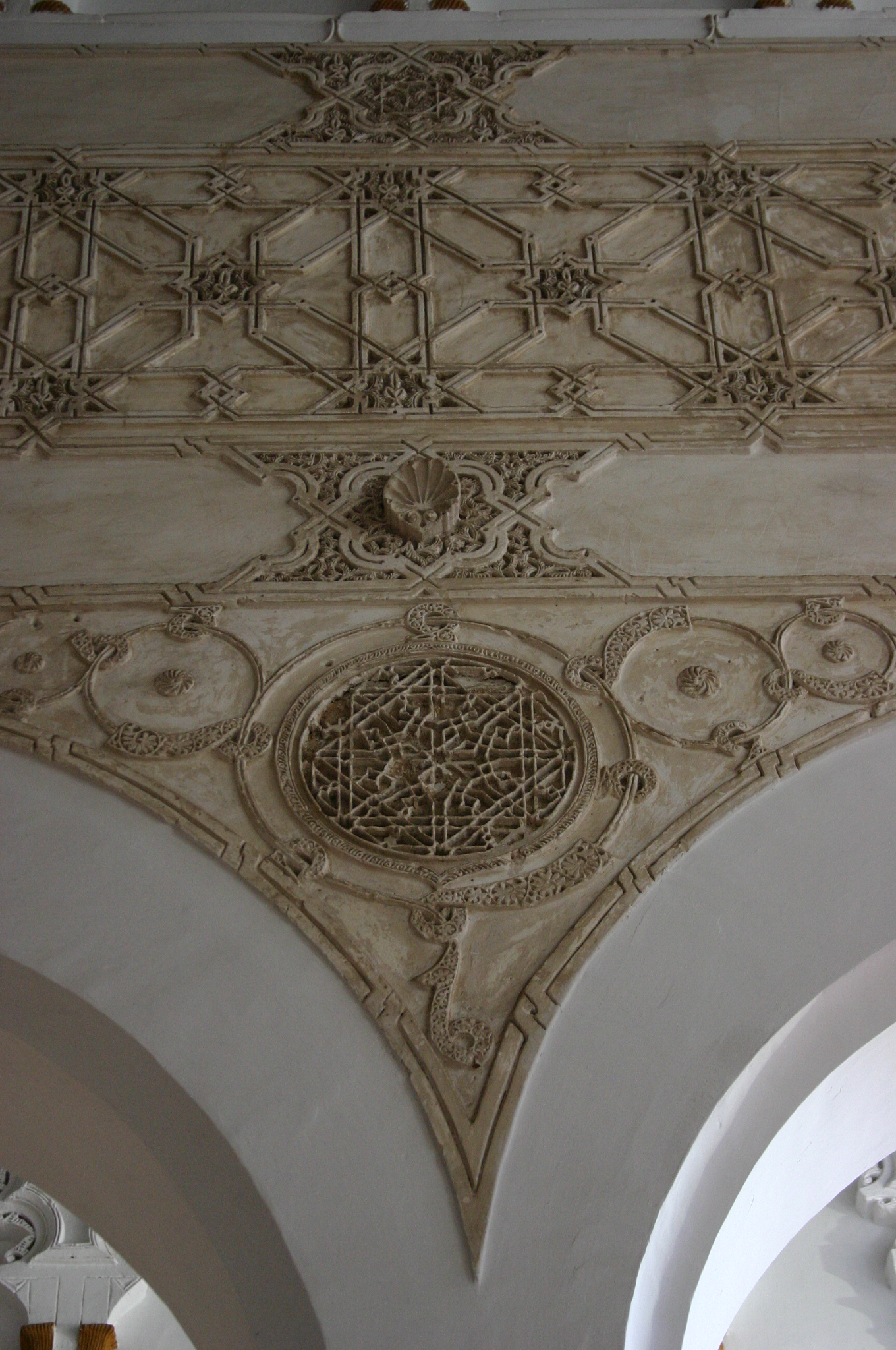
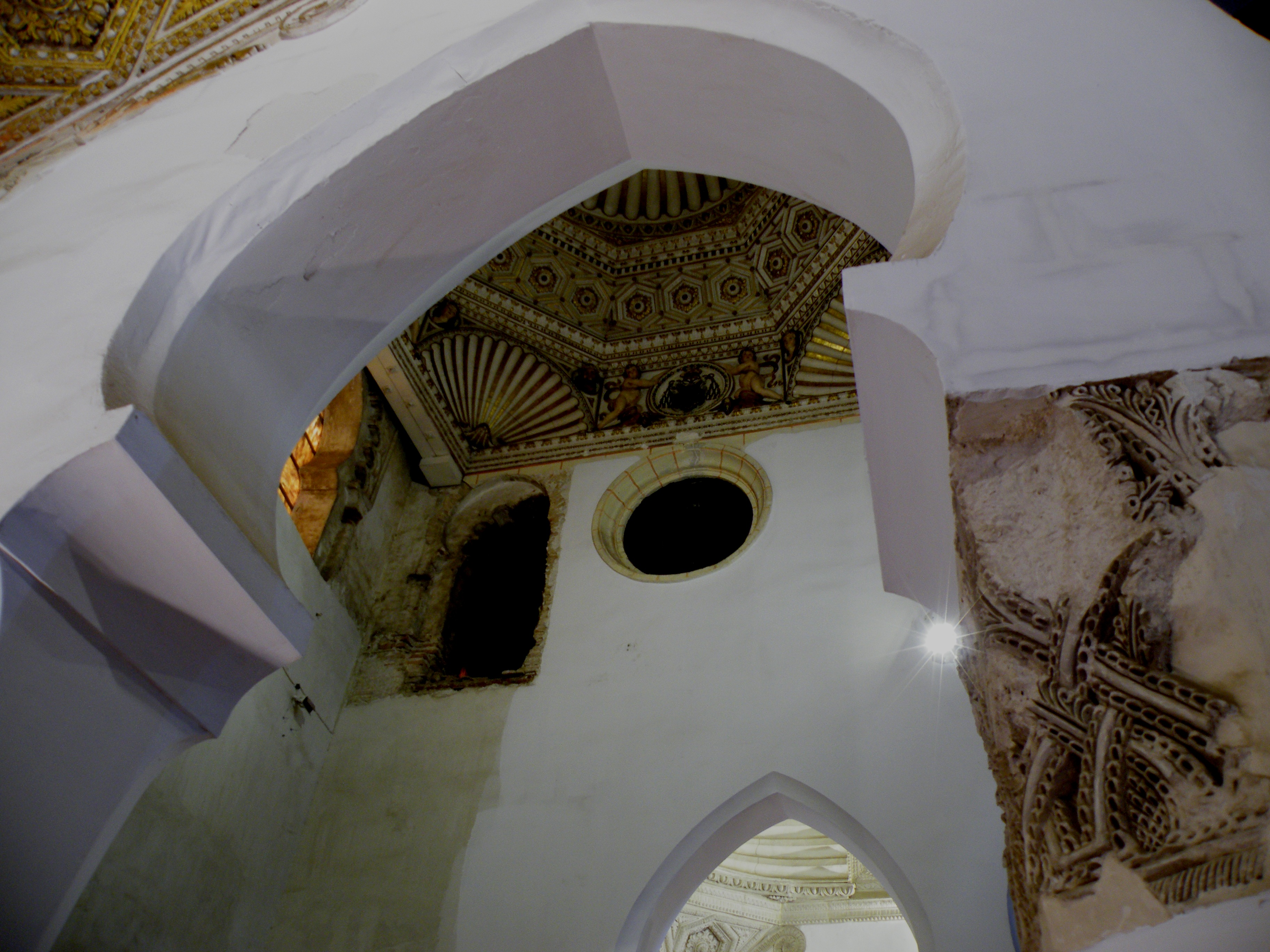
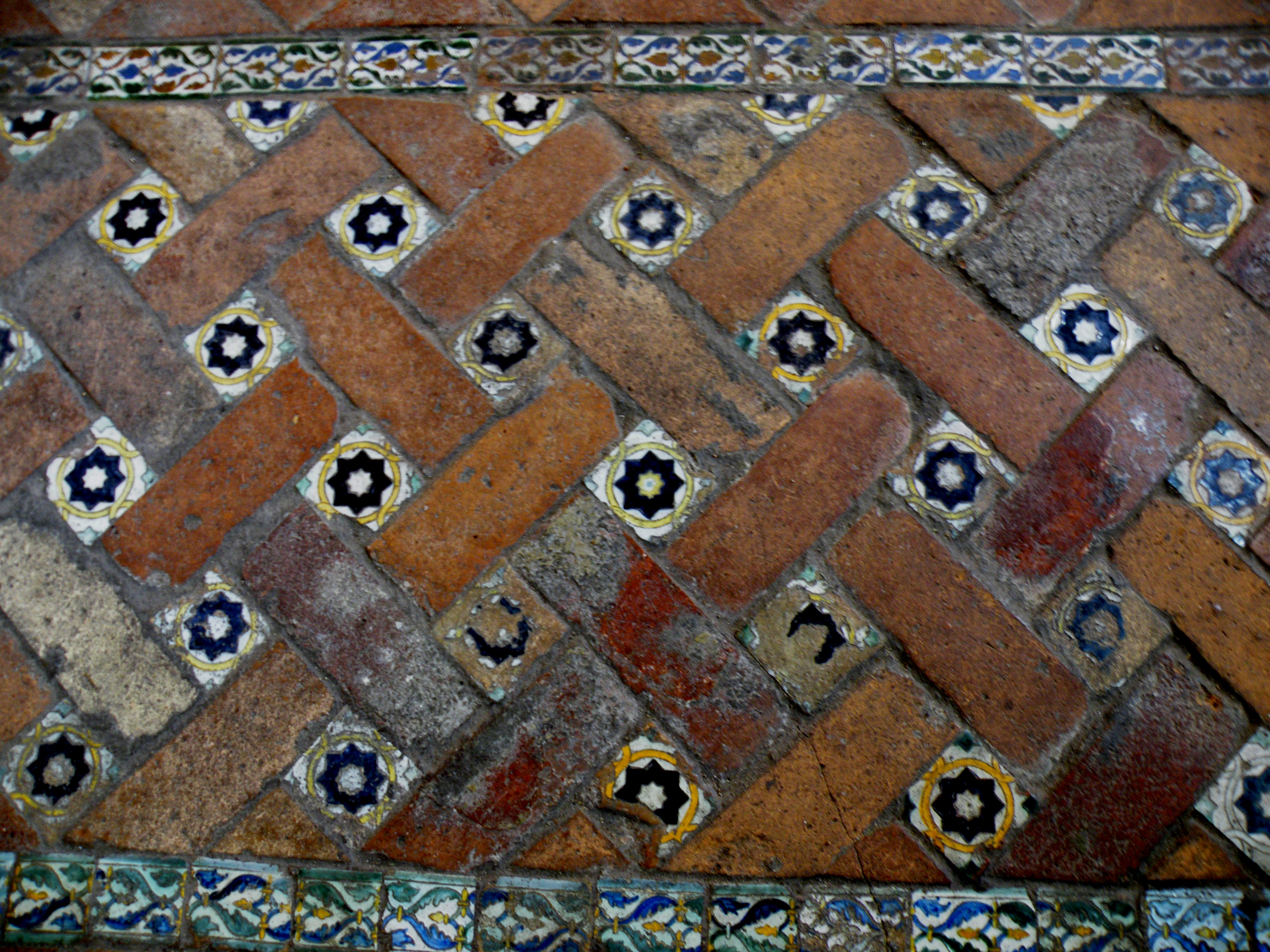
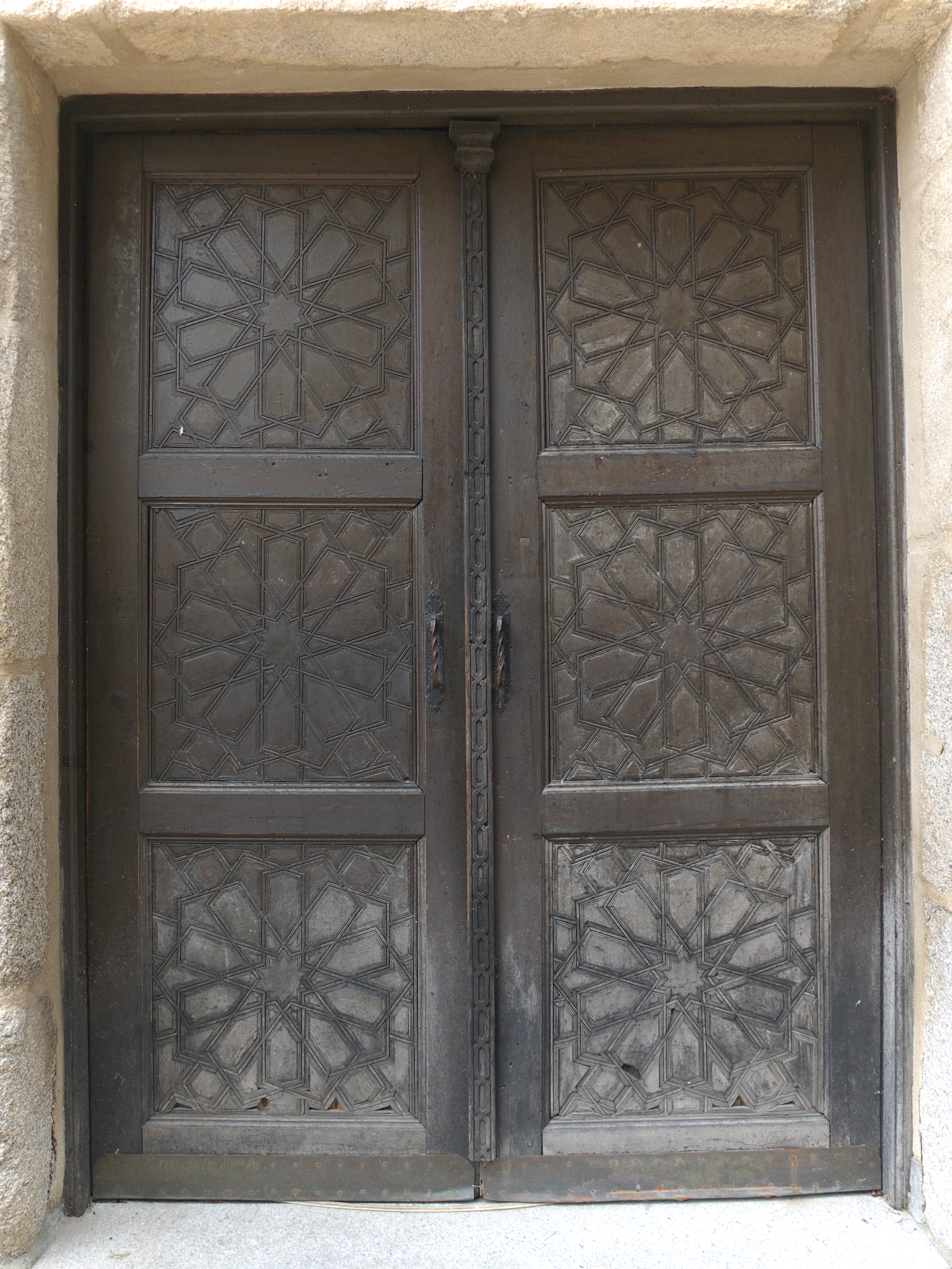
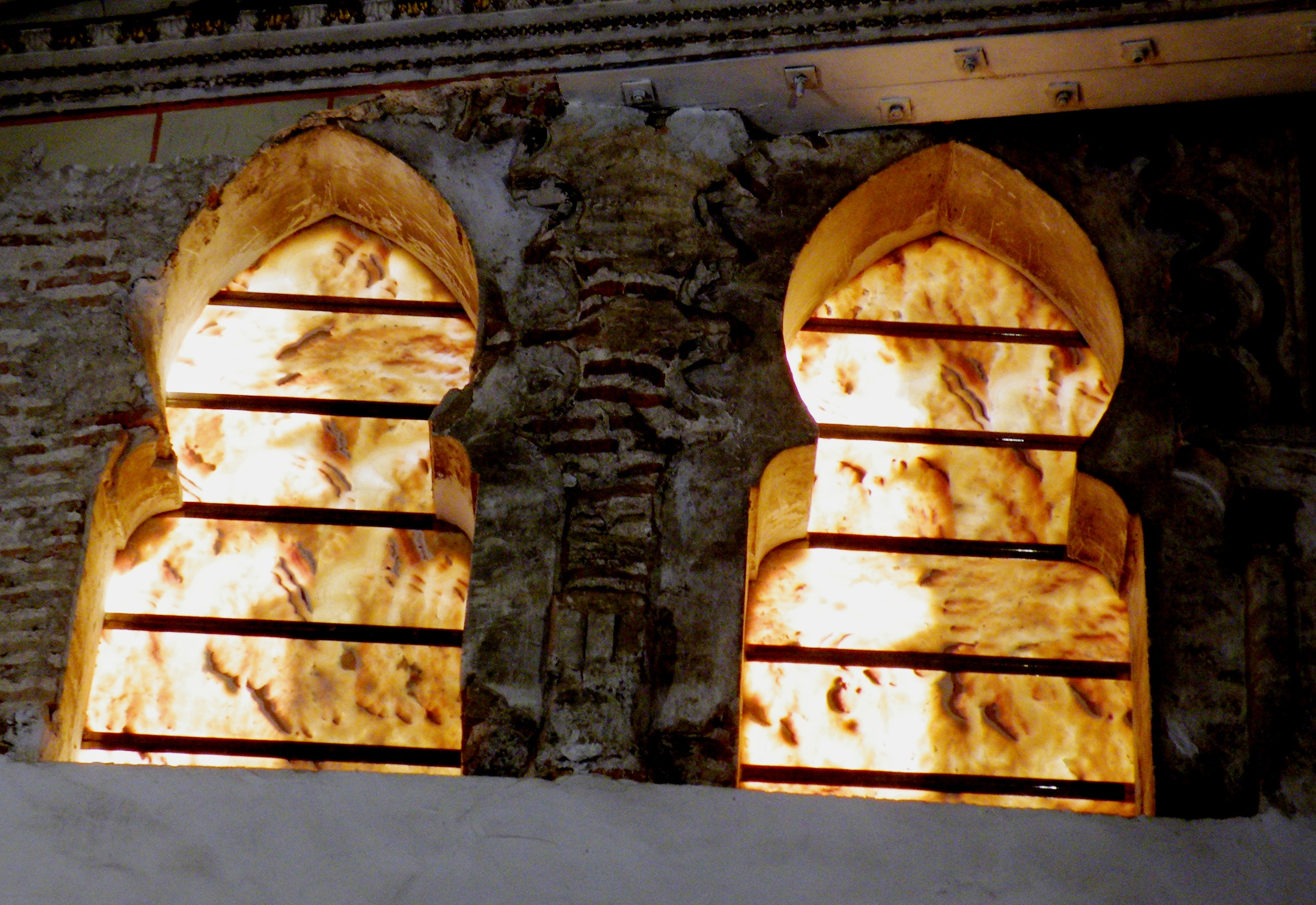